# Zincourt
Zincourt é uma comuna francesa na região administrativa de Grande Leste, no departamento de Vosges. Estende-se por uma área de 4,47 km². Em 2010 a comuna tinha 84 habitantes (densidade: 18,8 hab./km²).